# Thread (网络协议)
Thread是一种面向物联网产品的、基于IPv6的低功耗网状网络技术。
虽然Thread协议规范可免费获取，但用户必须同意并持续遵守最终用户许可协议。其中规定“要想实施、实践和发布Thread技术和Thread Group规范，必须加入Thread Group。”
Thread常作为Matter的传输方式（这种搭配称为「Matter over Thread」），该协议已拓展到连接低功耗设备与智慧家庭设备等用途。

## 组织
Thread Group于2014年7月成立，是一个致力于将Thread打造为物联网行业标准的组织，负责其开发、维护与推广。
Thread Group为组件和产品提供认证，以确保符合规范。初始成员包括ARM公司、Big Ass Solutions、恩智浦半导体/飞思卡尔、谷歌的子公司Nest Labs、欧司朗、三星电子、Silicon Labs、Somfy、Tyco International、高通、耶鲁。2018年8月，苹果公司加入小组，并在2020年末发布了它的第一个Thread产品HomePod Mini。

## 特征
Thread使用6LoWPAN，而6LoWPAN又使用IEEE 802.15.4无线协议，支持Mesh网络（2.4GHz频段），如同ZigBee等系统一样。不过，Thread支持IP寻址、云访问和AES加密。
谷歌还推出了名为「OpenThread」的Thread开源实现，采用BSD许可证，并由谷歌自行负责维护。

## 用例
2019年，由Zigbee联盟（现为连接标准联盟、谷歌、亚马逊和苹果）牵头的互联家庭IP(CHIP)项目（后来更名为Matter）宣布开展广泛合作，创建免版税标准和开源代码库，利用Thread、Wi-Fi和蓝牙低功耗来促进家庭连接的互操作性。